# Mbielu-Mbielu-Mbielu

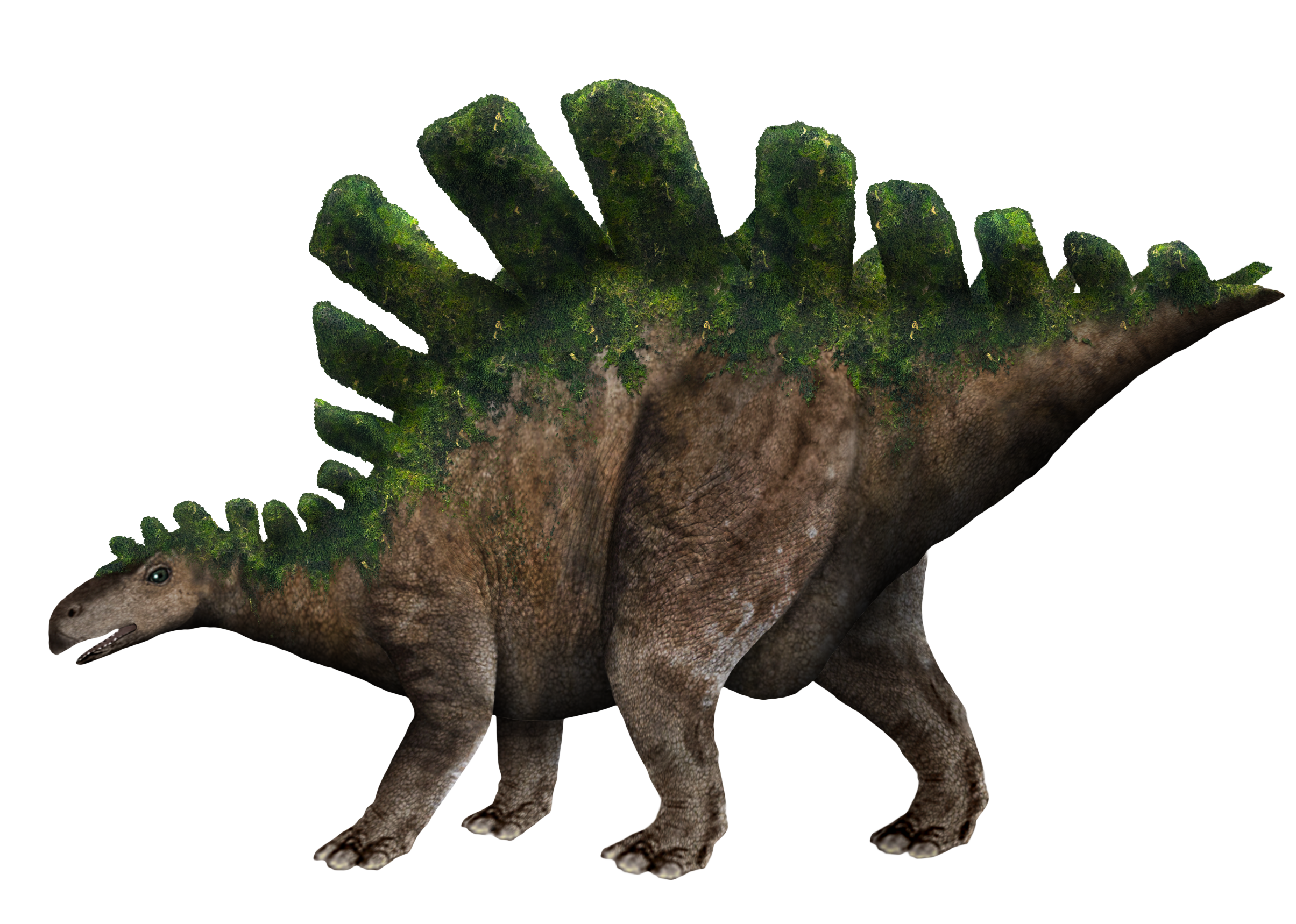
Impresión artística de un Mbielu-Mbielu-Mbielu.

El Mbielu-Mbielu-Mbielu es una criatura mantologica que forma parte del folklore pigmeo. También se le describe como un supuesto críptido reptilesco visto en el Congo. Es pacífico y herbívoro y usualmente en la criptozoología antiguamente se le asoció con un dinosaurio viviente de la familia Stegosauridae, particularmente un Kentrosaurus, un gigantesco reptil con aletas en la espalda. 
Sólo existen algunos supuestos avistamientos del Mbielu-Mbielu-Mbielu en las aldeas de Bounila y Ebolo que fueron investigados por el criptozoólogo Roy Mackal durante su expedición de búsqueda del Mokèlé-mbèmbé. Sin embargo, esta postura que describe a la supuesta criatura como una especie de dinosaurio es descartada de plano por los zoólogos. Incluso esta postura es descartada por la gran mayoría de los criptozoólogos actuales; que postulan que estas criaturas, si es que realmente existen, pueden ser animales desconocidos, pero no emparentados con los dinosaurios.